# Reserveantibiotikum
Als Reserveantibiotikum (englisch antibiotics of last resort oder drugs of last resort) werden Antibiotika bezeichnet, die für einen Einsatz mit strenger Indikation vorgesehen sind, denn durch eine gezielte Verwendung von Antibiotika kann grundsätzlich die Häufigkeit der Entstehung von Antibiotikum-Resistenzen vermindert werden. Daher werden vor allem neu entwickelte Antibiotika wie Tigecyclin, Linezolid und Tedizolid als Reserveantibiotika verwendet. Ein Grund für die Einschränkung können auch schwere Nebenwirkungen sein. So ist Ciprofloxacin für Kinder nur bei schweren und schwersten bakteriellen Infektionen mit ansonsten resistenten Erregern angezeigt.
Obwohl in Deutschland im Vergleich zu anderen europäischen Ländern Antibiotika sparsamer eingesetzt werden, entfällt in etwa einem Drittel aller Fälle die Verordnung auf ein als Reserveantibiotikum bezeichnetes Mittel.

## Grundsätzliche Überlegungen für den Einsatz von Antibiotika
Im Idealfall wird vorab eine Erregerkultur angelegt, mit deren Hilfe die Empfindlichkeit auf verschiedene Antibiotika mittels eines Plattendiffusionstests ermittelt wird (Antibiogramm). Ziel ist der Einsatz eines geeigneten Antibiotikums. Wenn sich klassische, gut verträgliche Antibiotika als nicht wirksam herausstellen, wird auf nebenwirkungsreichere sogenannte Reserveantibiotika zurückgegriffen. Sobald auf diesem Wege die Wirksamkeit der Substanz bestätigt wurde, kann eine Therapie erfolgen, wobei darauf geachtet wird, dass nicht durch vorzeitigen Abbruch der Therapie die Entwicklung einer Resistenz begünstigt wird.
Reserveantibiotika haben – wie alle Antibiotika – sehr unterschiedliche Einsatzgebiete bei Infektionen. Viele dieser Medikamente sind beispielsweise auch bei Infektionen mit einem Vancomycin-resistenten Staphylococcus aureus wirksam. Wie sorgfältig der Einsatz geplant werden muss, zeigte sich etwa bei den Erfahrungen im Einsatz von Linezolid, bei dem es vorübergehend zu einer erhöhten Sterblichkeit bei schweren Haut- und Weichteilinfektionen kam, weil Linezolid nur gegen grampositive und nicht gegen gramnegative Erreger wirksam ist und so die damit behandelten Infektionen nicht vollständig bekämpft wurden. Andere Antibiotika haben erhebliche Nebenwirkungen, z. B. Verursachung von Nierenschäden, und dürfen nur im äußersten Notfall verwendet werden. Auch bei einer Behandlung einer Infektion mit Reserveantibiotika gestaltet sich im klinischen Einsatz eine Therapie von Patienten mit multiresistenten Erregern (z. B. MRSA) oft schwierig und langwierig.
Die Verwendung von Reserveantibiotika in der Massentierhaltung ist umstritten. Einerseits würde dadurch die Entstehung von Antibiotikum-Resistenzen gefördert, andererseits gäbe es ohne keine Möglichkeiten erkrankte Tiere und Bestände der Verwertung zuzuführen, heißt es.

## Liste von Reserveantibiotika
Die WHO hat in ihrer Model List of Essential Medicines in der Auflage vom März 2017 Antibiotika in drei Kategorien klassifiziert und zielt dabei auf die Behandlung der weltweit gesehen 21 häufigsten bakteriellen Infektionskrankheiten ab. Die Kategorien heißen ACCESS, deren Vertreter immer verfügbar sein sollten, WATCH, deren Vertreter ein erhöhtes Resistenzpotential aufweisen und als 1. oder 2. Wahl nur bei begrenzten, spezifischen Indikationen eingesetzt werden sollten, sowie die Kategorie RESERVE, deren Vertreter nur als letzte Option bei Versagen aller Alternativen verwendet werden sollten.
Zur Reservegruppe gehören demnach:
- Cephalosporine der 4. Generation
- Cephalosporine der 5. Generation
- Oxazolidinone
- Polymyxine
- Aztreonam
- Daptomycin
- Fosfomycin
- Tigecyclin